# Kirchdorf (Niedersachsen)
 For alternative betydninger, se Kirchdorf. (Se også artikler, som begynder med Kirchdorf)
Kirchdorf er en kommune i i Landkreis Diepholz i den tyske delstat Niedersachsen. Den ligger ca. 30 km øst for Diepholz, og 35 km nord for Minden.
Kirchdorf er administrationsby for amtet ("Samtgemeinde") Kirchdorf.

## Historie
Kirchdorf hørte under amtet Uchte og var med den underlagt Greverne af Hoya. Da de uddøde i 1582 kom amtet under Landgreverne af Hessen-Kassel, og efter Wienerkongressen i 1814 under Kongeriget Hannover. I 1885 blev Kirchdorf lagt sammen med den tidligere Kreis Sulingen der i 1932 blev forenet Kreis Diepholz til Landkreis Grafschaft Diepholz (fra 1977 Landkreis Diepholz) .
I 1974 blev kommunerne Kuppendorf og Scharringhausen indlemmet i Kirchdorf .